# Sveta Helena (otok)
Sveta Helena je otok i administrativnu jedinicu u južnom Atlantskom oceanu, 2800 km zapadno od obale Angole koji administrativno pripada britanskom prekomorskom području Sveta Helena, Ascension i Tristan da Cunha.

## Prirodna obilježja
Sveta Helena je usamljeni otok vulkanskog podrijetla, dugačak 18 km i širok 10 km. Većinom je brdovit s duboko urezanim dolinama i strmim obalama. Klima je tropsko-oceanska, s malim godišnjim i dnevnim kolebanjem temperature. Uz obalu je skromna vegetacija, u unutrašnjosti su pašnjaci, a u višim predjelima lisnate šume.

## Povijest
Nenaseljeni otok prvi je otkrio 1502. Portugalac Joao da Nova Castella. "Ponovno ga je otkrio" 1588. britanski pomorac Thomas Cavendish. 1633. prisvojili su ga Nizozemci. Kasnije je bio pod upravom Britanske Istočnoindijske kompanije, od 1673. pa do 1834., osim tijekom Napoleonova izganstva (1815. – 1821.) kada je bio podređen britanskoj vladi. Od 1834. bio je britanski ovisni teritorij sa statusom kolonije. Unutrašnju autonomiju ima od 1966.

## Stanovništvo
Stanovnicu su potomci britanskih doseljenika koje je ondje naselila Britanska Istočnoindijska kompanija. Kasnije su dovođeni robovi iz Afrike te Indijci i Kinezi.

## Gospodarstvo
Otok nema većih prirodnih bogatstava te ovisi o britanskoj pomoći. Nešto malo stanovništva bavi se poljodjelstvom. 1970-ih godina razvilo se suvremeno ribarstvo, zbog mnogo ribe u okolnim morima. Izvozi se uglavnom riba i kava koja je jedna od najskupljih i najcjenjenijih u svijetu.  Na otoku je 18% nezaposlenih.